# Рыбежка (деревня)
Ры́бежка — деревня в Большедворском сельском поселении Бокситогорского района Ленинградской области.
Деревня состоит из двух частей, разделённых рекой (с одноимённым названием).

## Название
Деревня Рыбежка носила несколько названий: Трубино, Усадище Орехово, Яблонька.
В XIX веке Верхняя Рыбежка называлась — Усадище Орехово, а Нижняя Рыбежка — Трубино. В Усадище Орехово жили свободные крестьяне, а в Трубино крепостные.
В настоящее время части деревни называются: Верхняя Рыбежка (находится на горе) и Нижняя Рыбежка.

## История
Деревня Турбина упоминается на карте Новгородского наместничества 1792 года А. М. Вильбрехта.

УСАДИЩЕ-ОРЕХОВО (РЫБЕЖКА) — деревня Боровского общества, прихода села Дыми. Река Рыбежка. 

Крестьянских дворов — 11. Строений — 22, в том числе жилых — 14. 

Число жителей по семейным спискам 1879 г.: 28 м. п., 30 ж. п.; по приходским сведениям 1879 г.: 24 м. п., 28 ж. п.

В конце XIX века деревня административно относилась к Большедворской волости 3-го стана, в начале XX века — к Большедворской волости 3-го земского участка 1-го стана Тихвинского уезда Новгородской губернии.

РЫБЕЖКА (ТУРБИНО) — деревня Борковского сельского общества при реке Рыбежка, число дворов — 10, число домов — 13, число жителей: 32 м. п., 34 ж. п.;
 
РЫБЕЖКА (УСАДИЩЕ ОРЕХОВО) — деревня Борковского сельского общества при реке Рыбежка, число дворов — 12, число домов — 16, число жителей: 41 м. п., 38 ж. п.; (1910 год)

В начале XX века близ деревни находился жальник.

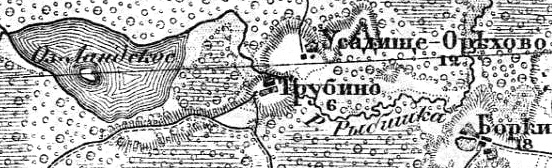
Деревня Рыбежка на карте 1913 года

Согласно карте Новгородской губернии 1913 года, деревня Трубино насчитывала 6 крестьянских дворов, а деревня Усадище-Орехово — 12. Река на которой они стояли называлась Рыбишка.
С 1917 по 1918 год деревня Рыбежка входила в состав Большедворской волости Тихвинского уезда Новгородской губернии.
С 1918 года, в составе Череповецкой губернии.
С 1924 года, в составе Пригородной волости.
С 1927 года, в составе Борковского сельсовета Тихвинского района.
В 1928 году население деревни составляло 100 человек.
По административным данным 1933 года деревня называлась Рыбишка и вместе с деревней Орехово входила в состав Борковского сельсовета Тихвинского района.
В 1941 году, практически всех мужчин забрали на фронт. В деревне остались только женщины, старики и дети. Во время Великой Отечественной войны немцы захватили Тихвин. Линия обороны проходила близ деревни Астрачи. Солдаты держащие оборону жили у деревенских жителей. В домах жили по 20-30 человек. Жителей спасали только лишь запасы с собственных огородов, заготовленные на зиму. В ноябре-декабре 1941 года враг был остановлен силами 4-й армии под командованием К. А. Мерецкова. Практически никто из жителей деревни не вернулся в деревню с фронта.
С 1952 года, в составе Бокситогорского района.
С 1954 года, в составе Большедворского сельсовета.
С 1963 года, вновь в составе Тихвинского района
С 1965 года, вновь составе Бокситогорского района. В 1965 году население деревни составляло 39 человек.
По данным 1966, 1973 и 1990 годов деревня  Рыбежка также входила в состав Большедворского сельсовета.
В 1997 году в деревне Рыбежка Большедворской волости проживал 1 человек, в 2002 году — также 1 человек (русский).
В 2007 и 2010 годах в деревне Рыбежка Большедворского СП постоянного населения не было.

## География
Деревня расположена в северо-западной части района к западу от автодороги 41К-283 (подъезд к дер. Борки).
Расстояние до административного центра поселения — 17 км.
Расстояние до ближайшей железнодорожной станции Большой Двор — 15 км.
Деревня находится к востоку от Ландского озера, через деревню протекает река Рыбежка.

## Демография
| 1997 | 2002 | 2007 | 2010 | 2017 |
| ---- | ---- | ---- | ---- | ---- |
| 1    | →1   | ↘0   | →0   | ↗1   |